# لاپاتوس
لاپاتوس (به لاتین: Lapathos) یک منطقهٔ مسکونی در قبرس است که در ناحیه فاماگوستا واقع شده‌است.

## خصوصیات
لاپاتوس ۵۱۴ نفر جمعیت دارد.